# Dampiera stricta
Dampiera stricta är en tvåhjärtbladig växtart som först beskrevs av Smith, och fick sitt nu gällande namn av Robert Brown. Dampiera stricta ingår i släktet Dampiera, och familjen Goodeniaceae. Inga underarter finns listade i Catalogue of Life.

## Bildgalleri

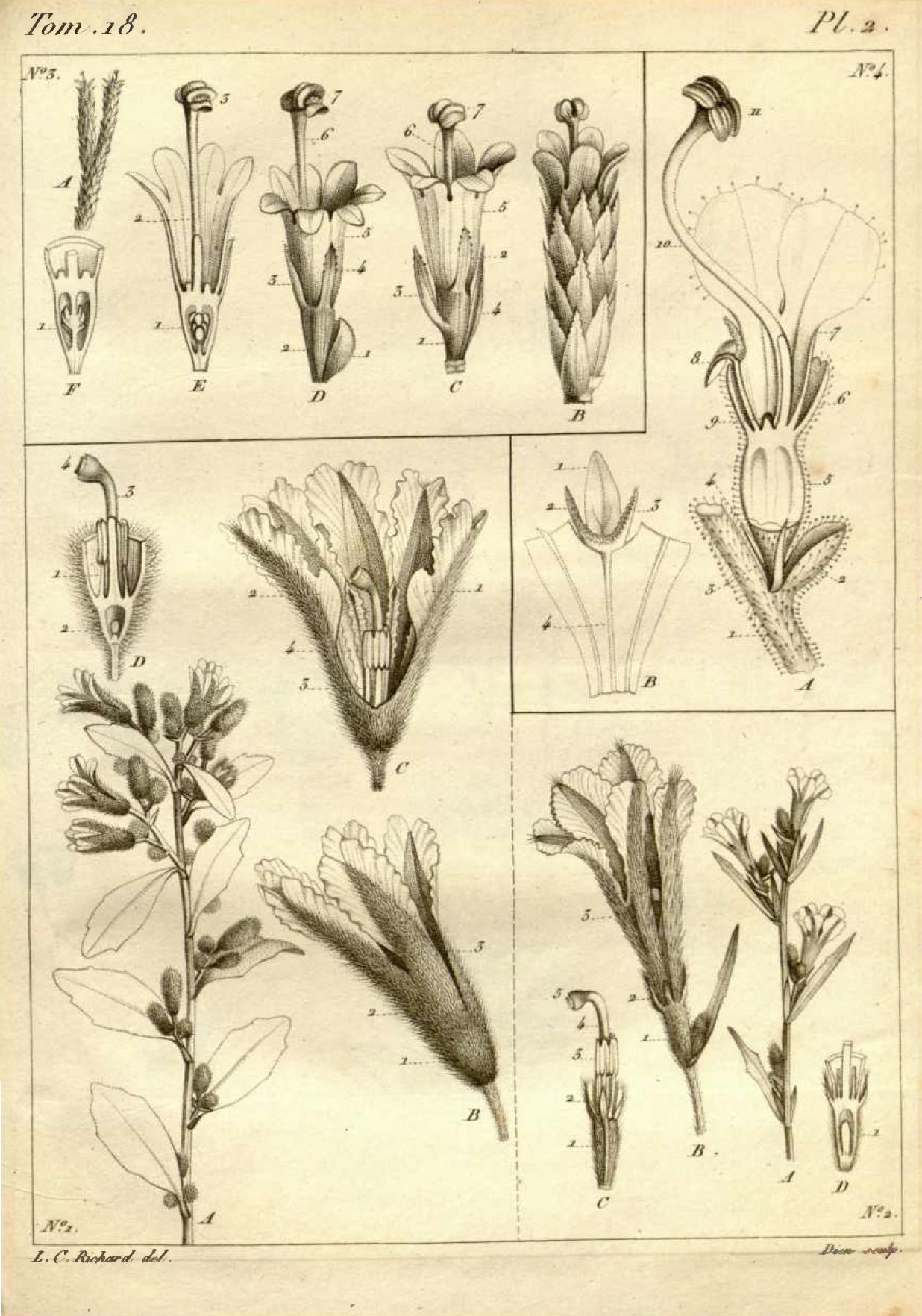
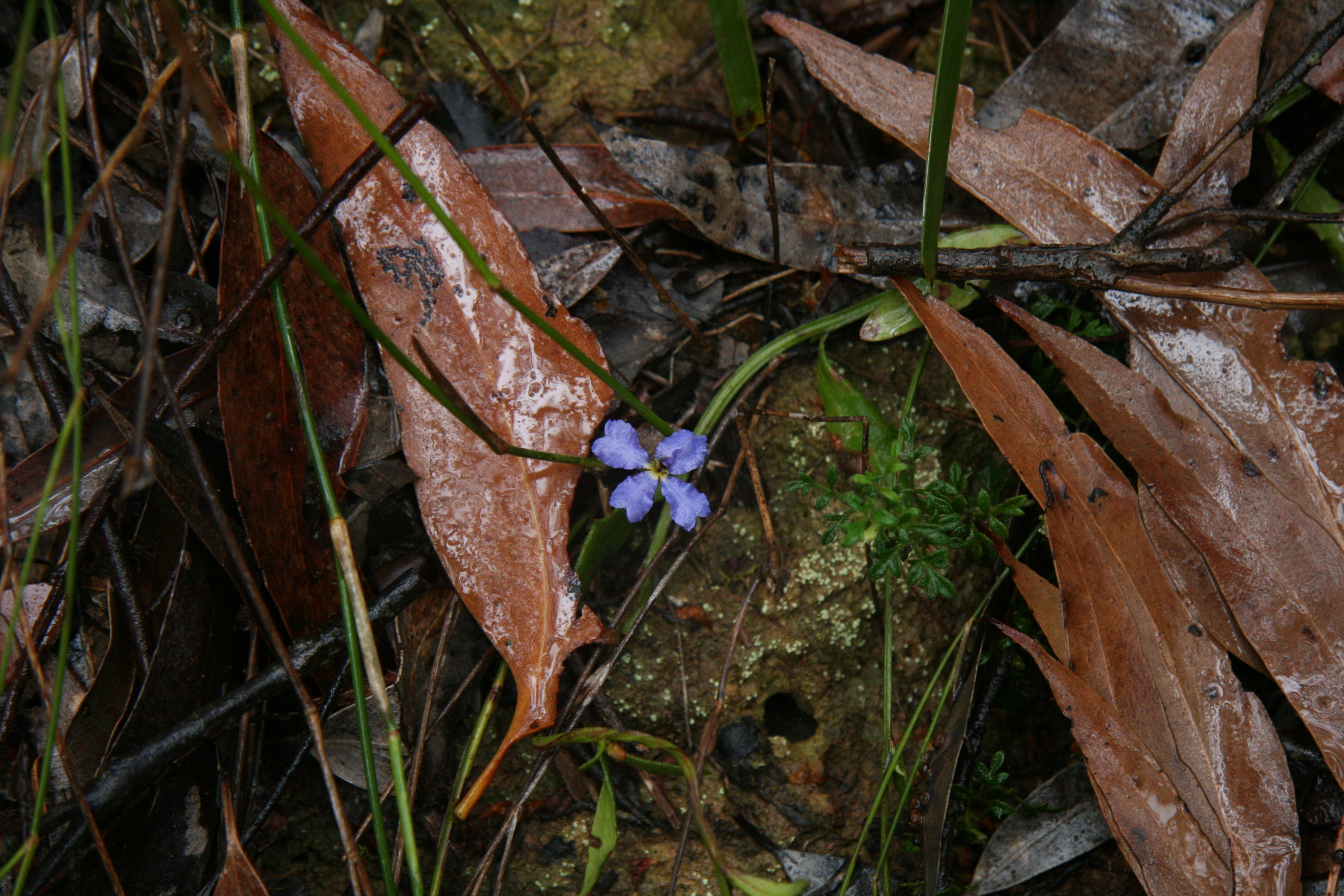